# Physoceras rotundifolium
Physoceras rotundifolium är en orkidéart som beskrevs av Joseph Marie Henry Alfred Perrier de la Bâthie. Physoceras rotundifolium ingår i släktet Physoceras och familjen orkidéer. Inga underarter finns listade i Catalogue of Life.